# Elementos (Almacén 13)
Elementos (título original en inglés: Elements) es el sexto episodio de la primera temporada de la serie Almacén 13. Emitido por primera vez el 4 de agosto de 2009. Fue escrito por Dana Baratta y Jack Kenny, y dirigido por Ken Girotti.

## Referencia al título
Elementos (título original en inglés: Elements) hace referencia a los cuatro elementos (tierra, aire, fuego y agua) que son necesarios para realizar la ceremonia en la que se reciben los poderes.

## Sinopsis[1]
Manhattan es bulliciosa, ajena a una cámara secreta Nativa Americana sobre la que se halla. Cuando una figura vestida con una capa de piel atraviesa sin esfuerzo la pared de acero de la cámara de seguridad de una casa de subastasy roba una escultura abstracta, Artie envía a Pete y a Myka a investigar el caso.
Pete se reúne con el coleccionista Gilbert Radburn en el lugar de construcción del Radburn Plaza. En la cámara de seguridad, Mika encuentra una pluma grande que sobresale de la pared de acero. Con un guante púrpura (surte el mismo efecto que el Neutralizador), Pete agrarra la pluma, sacando sin problemas la pluma de la pared...y, luego, cogiéndola con la mano sin guante, es capaz de atravasar el muro con su mano!
Ante la sospecha de la pluma puede ser sólo una pieza del artefacto, hablan con Artie, que está de acuerdo. Es el momento de hacer una visita a otro coleccionista: Jeffrey Weaver. Cuando le preguntan si le falta una pluma, Weaver se sorprende y hace una llamada que hace venir a un sospechoso trabajador de la construcción de un lugar dentro de la habitación. Weaver admite que Lacell trabaja tanto para él como para Radburn, y le pide al equipo que le permita llevar la escultura a un lugar seguro.
Mientras transportan la escultura de Weaver, Pete se ve inmerso en una pelea contra una figura vestida con una capa de piel, durante la cual es arrojado a través del lateral del camión en movimiento. Weaver, preocupado porque Radburn ahora tiene las cuatro esculturas, busca la oficina de Lacell mientras mantiene ocupado al Servicio Secreto. Como no tienen pruebas demasiado firmes, Myka disfruta de la cena mientas Pete descansa en el hospital.
En el Almacén, Claudia está ansiosa de que su hermano haga algo con su vida. Continuando la investigación sobre el misterio en Nueva York, Artie y Leena descubren una leyenda Lenape vinculada con los cuatro elementos. Si el individuo que posee la capa adquiere los otros elementos, podría recibir un inmenso poder sobre el mundo. Contactan con Pete a través del Farnsworth: Se recuperará más tarde e irá al apartamento de Weaver AHORA! Un cuarto oculto revela los secreros de Weaver, y Pete llama a Myka por el móvil para decirle que Weaver está en esto hasta los ojos.
Al otro lado de la ciudad, Lacell es llevado a la oficina de Radburn. El escultor era el tío de Lacell, y Radburn lo contrató con la esperanza de que le dijera dónde estaba la cueva. Lacell insiste en que no sabe nada, y Radburn, frustrado, introduce a Lacell en una pared gracias a la capa, matándolo. Es entonces cuando Radburn se da cuenta del patrón de la sombra creada por las esculturas al recibir el sol naciente; un mapa que señala al lugar donde están enterrados los cuatro artefactos.
Weaver convence a Pete y Myka de su deseo de proteger de Radburn los tesoros de los Lenape, pero no tienen ni idea de dónde podría estar la cueva sagrada. Mientras tanto, Claudia se detiene en el Almacén para despedir a Artie. Ella se da cuenta de su dilema (¿Dónde está la cueva?) y con poco de esfuerzo soluciona su problema con una simple sugerencia.
En el lugar de construcción del Radburn Plaza, Radburn ya está alterando los elementos en el momento de Pete, Myka y Weaver llegan hasta él. Radburn concentra las fuerzas de la naturaleza, empeñado en matarlo, pero Pete, pensando rápido, agarra una flecha antigua y se la clava a Radburn. El viento azota a través de la cueva y engulle el fuego y el agua, transformando a Radburn en una escultura de granito.
Unos pocos días después, los agentes están de vuelta en el Almacén. Claudia también vuelve - Las Vegas era demasiado tranquila. Ella necesita un reto, y este es el Almacén y su variopinta tripulación, al menos por ahora.